# یواس‌اس رئا (ای‌ام‌اس-۵۲)
یواس‌اس رئا (ای‌ام‌اس-۵۲) (به انگلیسی: USS Rhea (AMS-52)) یک کشتی بود که طول آن ۱۳۶ فوت (۴۱ متر) بود. این کشتی در سال ۱۹۴۲ ساخته شد.